# Amphineurus pressus
Amphineurus pressus är en tvåvingeart som beskrevs av Alexander 1922. Amphineurus pressus ingår i släktet Amphineurus och familjen småharkrankar. Inga underarter finns listade i Catalogue of Life.